# Charles Schlumberger
Pour les articles homonymes, voir Schlumberger.
Charles Schlumberger, né le 29 septembre 1825 à Mulhouse et mort le 12 juillet 1905 à Paris, est un ingénieur de la marine, paléontologue, zoologiste et géologue français.

## Biographie
Charles Schlumberger est le fils du banquier Charles Schlumberger (1798-1861) et d’Émilie Zuber (1805-1848). 
Il entre à polytechnique en 1845,  puis élève du corps militaire des ingénieurs du génie maritime en 1847.
Il se marie à Rixheim en 1852 avec Mélanie Zuber (1834-1906) et ont eu six enfants.
Nommé ingénieur de la marine, il est affecté à Toulon en 1849, puis à Nancy en 1855 où il s'occupe de l'approvisionnement en bois de marine. 
Charles Schlumberger est en contact avec Paul Fliche, qui enseigne la botanique à l’École nationale des eaux et forêts de Nancy. Il communique l’unique spécimen original d’Enoplophthalmus schlumbergeri à Henri Émile Sauvage. Il fait  la connaissance d'Olry Terquem.
Il est nommé à Paris en 1879 et en 1881, il prend une retraite anticipée de son emploi d'ingénieur en chef de la marine et consacre son temps, comme chercheur bénévole, à la recherche au laboratoire de paléontologie du Muséum National d'Histoire Naturelle.  Il se fait envoyer des sédiments de provenances diverses par des officiers de marine.
Vers 1882, Il commence sa collaboration avec Ernest Munier-Chalmas, avec qui il décrit le dimorphisme des foraminifères en 1883, notamment, ceux de l'ordre des miliolida . Il a également réalisé des études sur l'histoire évolutive des genres de foraminifera éteints : Orbitoides , Lepidocyclina et Miogypsina.  Après la mort de Munier-Chalmas et pendant les dernières années de sa vie, il reprend ses études sur  les miliolida.

## Œuvres et publications
- Note sur un foraminifère nouveau de la cote occidentale d'Afrique, 1890.
- Révision des biloculines des grands fonds, 1891.
- Note sur les foraminifères des mers arctiques russes, 1894.
- La plastogamie dans les foraminifères, 1896.
- Note sur le genre Miogypsina, 1900.
- Troisième note sur les orbitoïdes, 1903[8].

### en collaboration
- avec Ernest Munier-Chalmas : Nouvelles observations sur le dimorphisme des Foraminifères, 1883.
- avec Ernest Munier-Chalmas : Note sur les miliolidées trématophorées, 1885.

## Distinctions et reconnaissance

### Décorations françaises
- Officier de la Légion d'honneur en 1877[9].

### Décorations étrangéres
- Commandeur de l'Ordre de Sainte-Anne (Russie).

### Eponymie
- Enoplophthalmus schlumbergeri (Sauvage, 1880)[6].
- Foraminifera Sigmoilopsis schlumbergeri ( Silvestri, 1904 )[10].
- Quinqueloculina schlumbergeri ( Wiesner, 1923 )[11],[12].

## Sociétés savantes et autres organismes
- Société Géologique de France, président en 1888.
- Société zoologique de France, membre (1890-1903).
- Société de géographie, vice-président en 1893.
- Association lyonnaise des amis des sciences naturelles : membre en 1874.
- Association des Alsaciens-Lorrains à Paris, directeur
- Association des Dames Françaises, 1879[13].